# Freatofiti
Freatofiti, su biljke koje upijaju podzemnu vodu.
Većina drveća i drugih biljaka ima korijenski sustav koji raste manje od tri stope duboko i izvlači vodu iz tla. Mali broj vrsta koje se nazivaju freatofiti imaju sustav korijena koji može doseći duboko u zalihe podzemne vode. To im pomaže da prežive u sušnim i polusušnim klimama gdje je vlaga u tlu oskudna.
Freatofiti često rastu u obalnim zonama uz rijeke gdje je podzemna voda plitka. Većina korijena freatofita prestaje kad dosegne razinu podzemne vode i vjerojatno neće rasti dublje od 30 stopa (10 m). Međutim, jedan korijenski sustav slanog cedra pronađen tijekom iskapanja Sueskog kanala 1950-ih išao je više od 100 stopa (30 m), ili oko osam katova, duboko.
Drvo pamuka, vrba i dud uobičajeni su freatofiti porijeklom iz Kansasa. Ponegdje ih istiskuju inozemni freatofiti poput “slanog cedra” (Tamarix) i “ruske masline”. Ovi osvajači, porijeklom iz središnje Azije, doneseni su u to područje već u kasnim 1800-ima kako bi se koristili kao ukrasne biljke ili za zaštitu obala rijeka i potoka od erozije. Proizvodeći nevjerojatne količine sjemena koje vjetar nosi na velike udaljenosti, proširili su se i lako prilagodili okolišu u zapadnom i južnom središnjem Kansasu.
Istraživači s Kansas Geological Survey proučavali su učinak koji je to širenje alohtonih vrsta imalo na autohtono drveće pamuka, vrbe i duda. Mjesta istraživanja uključivala su jedno uz rijeku Arkansas blizu Larneda u okrugu Pawnee i drugo na rijeci Cimarron blizu Ashlanda u okrugu Clark.